# Draft 1993 de la NBA
1992 1994
La draft 1993 de la NBA est la 47e draft annuelle de la National Basketball Association (NBA), se déroulant en amont de la saison 1993-1994. Elle s'est tenue le 30 juin 1993 à Auburn Hills dans le Michigan. Un total de 54 joueurs ont été sélectionnés en 2 tours.
Lors de cette draft, 27 équipes de la NBA choisissent à tour de rôle des joueurs évoluant au basket-ball universitaire américain, ainsi que des joueurs internationaux. Si un joueur quittait l’université plus tôt, il devenait éligible à la sélection.
La loterie pour désigner la franchise qui choisit en première un joueur, consiste en une loterie pondérée : parmi les onze équipes non qualifiées en playoffs, la plus mauvaise reçoit onze chances sur 66 d'obtenir le premier choix, quand la onzième n'obtient qu’une chance sur 66. C'est avec surprise alors que le Magic d'Orlando, obtient le premier choix de draft cette année, pour la seconde fois consécutive, tout en ayant le moins de chance de l'obtenir.
Avec ce premier choix, le Magic sélectionne Chris Webber, que la franchise envoie instantanément dans un transfert aux Warriors de Golden State en échange d'Anfernee Hardaway. Webber remporte le titre de NBA Rookie of the Year à l'issue de la saison et demeure le seul joueur de cette draft à être intronisé au Basketball Hall of Fame.
Cette draft a vu de nombreux joueurs de talent sélectionnés, mais des blessures et des problèmes personnels ont perturbé leur carrière. Hardaway, Allan Houston et Jamal Mashburn étaient considérés comme de potentiels Hall of Famers jusqu'à ce que leur carrière soit freinée par des blessures. Isaiah Rider et Vin Baker ont montré un bon potentiel, mais ont été pénalisés par des problèmes personnels. La carrière de Bobby Hurley a été perturbée par un accident de voiture en décembre lors de son année rookie.

## Draft
| ^ | Signale un joueur qui a été intronisé au Basketball Hall of Fame                                                                |
| * | Signale un joueur qui a été sélectionné pour au moins un match annuel NBA All-Star Game et une récompense annuelle All-NBA Team |
| + | Signale un joueur qui a été sélectionné pour au moins un match annuel NBA All-Star Game                                         |
| R | Signale le joueur qui a remporté le titre de NBA Rookie of the Year                                                             |

### Premier tour
| Choix | Nom                | Position       | Nationalité | Équipe                                                   | Provenance     |
| ----- | ------------------ | -------------- | ----------- | -------------------------------------------------------- | -------------- |
| 1     | Chris Webber^ R    | Ailier fort    | États-Unis  | Magic d'Orlando (transféré aux Warriors de Golden State) | Michigan       |
| 2     | Shawn Bradley      | Pivot          | Allemagne   | 76ers de Philadelphie                                    | BYU            |
| 3     | Anfernee Hardaway* | Meneur         | États-Unis  | Warriors de Golden State (transféré au Magic d'Orlando)  | Memphis State  |
| 4     | Jamal Mashburn*    | Ailier         | États-Unis  | Mavericks de Dallas                                      | Kentucky       |
| 5     | Isaiah Rider       | Arrière        | États-Unis  | Timberwolves du Minnesota                                | UNLV           |
| 6     | Calbert Cheaney    | Arrière Ailier | États-Unis  | Bullets de Washington                                    | Indiana        |
| 7     | Bobby Hurley       | Meneur         | États-Unis  | Kings de Sacramento                                      | Duke           |
| 8     | Vin Baker*         | Ailier fort    | États-Unis  | Bucks de Milwaukee                                       | Hartford       |
| 9     | Rodney Rogers      | Ailier fort    | États-Unis  | Nuggets de Denver                                        | Wake Forest    |
| 10    | Lindsey Hunter     | Meneur         | États-Unis  | Pistons de Détroit (du Heat de Miami)                    | Jackson State  |
| 11    | Allan Houston+     | Arrière        | États-Unis  | Pistons de Détroit                                       | Tennessee      |
| 12    | George Lynch       | Ailier         | États-Unis  | Lakers de Los Angeles                                    | North Carolina |
| 13    | Terry Dehere       | Arrière        | États-Unis  | Clippers de Los Angeles                                  | Seton Hall     |
| 14    | Scott Haskin       | Ailier fort    | États-Unis  | Pacers de l'Indiana                                      | Oregon State   |
| 15    | Doug Edwards       | Ailier         | États-Unis  | Hawks d'Atlanta                                          | Florida State  |
| 16    | Rex Walters        | Arrière        | États-Unis  | Nets du New Jersey                                       | Kansas         |
| 17    | Greg Graham        | Arrière        | États-Unis  | Hornets de Charlotte                                     | Indiana        |
| 18    | Luther Wright      | Pivot          | États-Unis  | Jazz de l'Utah                                           | Seton Hall     |
| 19    | Acie Earl          | Pivot          | États-Unis  | Celtics de Boston                                        | Iowa           |
| 20    | Scott Burrell      | Ailier         | États-Unis  | Hornets de Charlotte (des Spurs de San Antonio)          | UConn          |
| 21    | James Robinson     | Arrière        | États-Unis  | Trail Blazers de Portland                                | Alabama        |
| 22    | Chris Mills        | Ailier         | États-Unis  | Cavaliers de Cleveland                                   | Arizona        |
| 23    | Ervin Johnson      | Pivot          | États-Unis  | SuperSonics de Seattle                                   | New Orleans    |
| 24    | Sam Cassell*       | Meneur         | États-Unis  | Rockets de Houston                                       | Florida State  |
| 25    | Corie Blount       | Ailier fort    | États-Unis  | Bulls de Chicago                                         | Cincinnati     |
| 26    | Geert Hammink      | Pivot          | Pays-Bas    | Magic d'Orlando (des Knicks de New York)                 | LSU            |
| 27    | Malcolm Mackey     | Ailier fort    | États-Unis  | Suns de Phoenix                                          | Georgia Tech   |

### Deuxième tour
| Choix | Nom              | Position          | Nationalité | Équipe                    | Provenance               |
| ----- | ---------------- | ----------------- | ----------- | ------------------------- | ------------------------ |
| 28    | Lucious Harris   | Meneur            | États-Unis  | Mavericks de Dallas       | Long Beach State         |
| 29    | Sherron Mills    | Ailier fort Pivot | États-Unis  | Timberwolves du Minnesota | Virginia Commonwealth    |
| 30    | Gheorghe Mureşan | Pivot             | Roumanie    | Bullets de Washington     | Pau-Orthez (France)      |
| 31    | Evers Burns      | Ailier            | États-Unis  | Kings de Sacramento       | Maryland                 |
| 32    | Alphonso Ford    | Arrière           | États-Unis  | 76ers de Philadelphie     | Mississippi Valley State |
| 33    | Eric Riley       | Pivot             | États-Unis  | Mavericks de Dallas       | Michigan                 |
| 34    | Darnell Mee      | Arrière           | États-Unis  | Warriors de Golden State  | Western Kentucky         |
| 35    | Ed Stokes        | Pivot             | États-Unis  | Heat de Miami             | Arizona                  |
| 36    | John Best        | Ailier fort Pivot | États-Unis  | Nets du New Jersey        | Tennessee Tech           |
| 37    | Nick Van Exel+   | Meneur            | États-Unis  | Lakers de Los Angeles     | Cincinnati               |
| 38    | Conrad McRae     | Ailier fort       | États-Unis  | Bullets de Washington     | Syracuse                 |
| 39    | Thomas Hill      | Arrière Ailier    | États-Unis  | Pacers de l'Indiana       | Duke                     |
| 40    | Rich Manning     | Pivot             | États-Unis  | Hawks d'Atlanta           | Washington               |
| 41    | Anthony Reed     | Ailier            | États-Unis  | Chicago Bulls             | Tulane                   |
| 42    | Adonis Jordan    | Meneur            | États-Unis  | SuperSonics de Seattle    | Kansas                   |
| 43    | Josh Grant       | Ailier fort       | États-Unis  | Nuggets de Denver         | Utah                     |
| 44    | Alex Holcombe    | Pivot             | États-Unis  | Kings de Sacramento       | Baylor                   |
| 45    | Bryon Russell    | Ailier            | États-Unis  | Jazz de l'Utah            | Long Beach State         |
| 46    | Richard Petruska | Pivot             | États-Unis  | Rockets de Houston        | UCLA                     |
| 47    | Chris Whitney    | Meneur            | États-Unis  | Spurs de San Antonio      | Clemson                  |
| 48    | Kevin Thompson   | Pivot             | États-Unis  | Trail Blazers de Portland | North Carolina State     |
| 49    | Mark Buford      | Pivot             | États-Unis  | Suns de Phoenix           | Mississippi Valley State |
| 50    | Marcelo Nicola   | Ailier fort       | Argentine   | Rockets de Houston        | Taugres (Espagne)        |
| 51    | Spencer Dunkley  | Pivot             | Angleterre  | Pacers de l'Indiana       | Delaware                 |
| 52    | Mike Peplowski   | Pivot             | États-Unis  | Kings de Sacramento       | Michigan State           |
| 53    | Leonard White    | Ailier            | États-Unis  | Clippers de Los Angeles   | Southern                 |
| 54    | Byron Wilson     | Arrière Ailier    | États-Unis  | Suns de Phoenix           | Utah                     |

## Joueurs notables non draftés
| Nom               | Position           | Nationalité | Provenance             |
| ----------------- | ------------------ | ----------- | ---------------------- |
| Bruce Bowen       | Ailier             | États-Unis  | Cal State-Fullerton    |
| Bo Outlaw         | Ailier fort        | États-Unis  | Houston                |
| Antoine Rigaudeau | Meneur, Arrière    | France      | Cholet Basket (France) |
| Aaron Williams    | Ailier fort, Pivot | États-Unis  | Xavier                 |